# Камия, Хидэки
Хидэки Камия (яп. 神谷 英樹 Камия Хидэки, род. 19 декабря 1970, Мацумото, префектура Нагано, Япония) — японский геймдизайнер, бывший сотрудник Capcom, Clover Studio и Platinum Games. В декабре 2024 года стало известно, что Камия основал независимую студию CLOVERS, которая разрабатывает сиквел Okami. Сайт IGN поставил Камию на 56 место в списке «100 величайших создателей игр всех времён».

## Детство
Хидэки Камия родился в 1970 году в Мацумото в префектуре Нагано. В детстве он уже был поклонником видеоигр благодаря соседу, который часто приглашал его играть в консоль Epoch Cassette Vision. В течение его первых лет начальной школы он получил свою первую консоль, Famicom. Первая игра, которую он купил, была Nuts & Milk. При чтении интервью с Family Computer Magazine, он вдохновлялся играми Сигэру Миямото и Масанобу Эндо. Камия решил, что он станет разработчиком видеоигр.
В средней школе, Камия купил себе NEC PC-8801 для программирования, но в конечном итоге играл в видеоигры каждый день. Его любимые игры, которые он описывает как повлиявшие на его работы, включают Gradius, Castlevania, Space Harrier, Cybernator, Punch-Out, Wonder Boy in Monster Lan, Snatcher, Sorcerian и Star Cruiser.

## Карьера
После окончания колледжа, Камия захотел заниматься разработкой игр. Компания Sega отказала ему в должности, однако компания Namco приняла его. Тем не менее, Namco хотела, чтобы он был художником, а не геймдизайнером, как хотел этого Камия. На этой должности Хидэки стал работать в 1994 году, в Capcom. Его первыми работами являются Arthur to Astaroth no Nazomakaimura: Incredible Toons и Resident Evil в качестве планировщика. Позже стал руководителем игр Resident Evil 2, Devil May Cry и Viewtiful Joe. В 2006 году Камия работал руководителем игры Okami в компании Clover Studio.
Он присоединился к бывшим сотрудникам Capcom, в том числе к Ацуси Инабе и Синдзи Миками, чтобы основать новую компанию, незадолго до закрытия Clover Studio. Новая компания получила название Platinum Games и издала 4 игры вместе с Sega, в том числе Bayonetta, где Камия выступил в качестве руководителя и сценариста.
25 сентября 2023 года Камия объявил о том, что он покинет PlatinumGames 12 октября этого же года по личным причинам. При этом он разъяснил, что не собирается покидать игровую индустрию и продолжит работать в ней. В это же время он запустил собственный YouTube-канал, где Камия рассказывает о своей работе в индустрии и повседневных вещах.

## Игры, в разработке которых принимал участие
| Название                                              | Год      | Роль                                            |
| ----------------------------------------------------- | -------- | ----------------------------------------------- |
| Arthur to Astaroth no Nazomakaimura: Incredible Toons | 1996     | Планирование                                    |
| Resident Evil                                         | 1996     | Планирование                                    |
| Resident Evil 2                                       | 1998     | Руководитель                                    |
| Devil May Cry                                         | 2001     | Руководитель                                    |
| Resident Evil Zero                                    | 2002     | Дизайнер                                        |
| Viewtiful Joe                                         | 2003     | Руководитель                                    |
| Phoenix Wright: Ace Attorney: Trials and Tribulations | 2004     | Актёр озвучивания (Годо в японской версии игры) |
| Viewtiful Joe 2                                       | 2004     | Сценарист                                       |
| Viewtiful Joe: Double Trouble!                        | 2005     | Сценарист                                       |
| Okami                                                 | 2006     | Сценарист, руководитель                         |
| Bayonetta                                             | 2009     | Сценарист, руководитель                         |
| The Wonderful 101                                     | 2013     | Руководитель                                    |
| Bayonetta 2                                           | 2014     | Супервайзер, сценарист                          |
| Astral Chain                                          | 2019     | Супервайзер                                     |
| Bayonetta 3                                           | 2022     | Сценарист, руководитель                         |
| Project G.G.                                          | TBA      | Сценарист, руководитель                         |
| Неназванный сиквел Okami                              | TBA      | Руководитель                                    |
| Scalebound                                            | Отменена | Руководитель                                    |